# Villa San Carlos (Mendoza)
Villa San Carlos (Mendoza) é uma cidade da Argentina, localizada na província de Mendoza